# توماس هوبكر
توماس هوبكر (بالألمانية: Thomas Höpker؛ 10 يونيو 1936 - 10 يوليو 2024) مصور فوتوغرافي ألماني كان عضو في شركة ماغنوم فونوز. عرف بميزات الصور الملونة الأنيقة، حيث عمل منذ الستينيات لصالح مجلة شتيرن وجيو في مهام حول العالم كمصور صحفي لديه الرغبة في تصوير الظروف البشرية. خلال حياته المهنية صنع مجموعة مميزة من الصور للملاكم العالمي محمد علي، وصورة مثيرة للجدل لأشخاص مع تدمير مركز التجارة العالمي في 11 سبتمبر في الخلفية، منظر من ويليامزبرغ، بروكلين، في مانهاتن، 11 سبتمبر.
توفي هوبكر في سانتياغو دي تشيلي، في 10 يوليو 2024، عن عمر يناهز 88 عامًا.

## نشأته وحياته الوظيفة
ولد هوبكر في ميونيخ في 10 يونيو 1936، وهو ابن صحفي. بدأ في التقاط الصور لأول مرة عندما حصل على كاميرا قديمة مقاس 9 × 12 من جده بمناسبة عيد ميلاده الرابع عشر. قام بتطوير مطبوعاته في مطبخ وحمام عائلته، وبدأ في كسب القليل من المال عن طريق بيع الصور للأصدقاء وزملاء الدراسة. درس هوبكر تاريخ الفن وعلم الآثار من عام 1956 إلى عام 1959 في غوتنغن حيث تعلم كيفية فهم الصور والتكوين. أثناء دراسته واصل تصوير وبيع الصور للمساعدة في تمويل تعليمه. ترك الجامعة دون أن يتخرج.

## روابط خارجية
- توماس هوبكر في قاعدة بيانات الأفلام على الإنترنت